# Векстрём, Бьёрн
Бьёрн Векстрём (фин. Björn Ragnar Weckström; род. 8 февраля 1935, Хельсинки) — заслуженный финский скульптор, художник и ювелир, известен главным образом дизайном ювелирных украшений в узнаваемом объёмном «органическом» стиле для ювелирной компании «Лаппония». Работает с самыми разнообразными материалами: драгоценными и полудрагоценными металлами, стеклом, текстилем, камнем, стеклопластиком — и смело их смешивает.

## Работы
- Бронзовая скульптура Fazerin kukko (букв. «фазеровский петушок»), подаренная Бёрном Векстрёмом городу Хельсинки на столетие кондитерской компании Fazer. Находится перед старейшей в городе кондитерской «Фазер» по адресу Kluuvikatu 3. Это многомерная абстрактная фигура, напоминающая формой позвонок крупного млекопитающего (кита или лося).
- Серебряное ожерелье Planetaariset Laaksot («Планетарные долины») находилось на шее у Кэрри Фишер во время съёмки заключительной сцены фильма «Звёздные войны. Эпизод IV: Новая надежда».